# Chinees korfbalteam
Het Chinese korfbalteam is een team van korfballers dat China vertegenwoordigt in internationale wedstrijden. De verantwoordelijkheid van het Chinese  korfbalteam ligt bij de Chinese Korfball Association (CKA).

## Resultaten op de wereldkampioenschappen
| Wereldkampioenschap korfbal |               |             |            |
| Jaar                        | Kampioenschap | Gastheer    | Klassering |
| 2007                        | 1e WK         | Tsjechië    | 16         |
| 2011                        | 2e WK         | China       | 11         |
| 2015                        | 3e WK         | België      | 7          |
| 2019                        | 4e WK         | Zuid-Afrika | 4          |

## Resultaten op de Wereldspelen
| Wereldspelen |                  |                       |               |
| Jaar         | Kampioenschap    | Gastland              | Klassering    |
| 1985         | 2e Wereldspelen  | Londen (Engeland)     | geen deelname |
| 1989         | 3e Wereldspelen  | Karlsruhe (Duitsland) | geen deelname |
| 1993         | 4e Wereldspelen  | Den Haag (Nederland)  | geen deelname |
| 1997         | 5e Wereldspelen  | Lahti (Finland)       | geen deelname |
| 2001         | 6e Wereldspelen  | Akita (Japan)         | geen deelname |
| 2005         | 7e Wereldspelen  | Duisburg (Duitsland)  | geen deelname |
| 2009         | 8e Wereldspelen  | Kaohsiung (Taiwan)    | geen deelname |
| 2013         | 9e Wereldspelen  | Cali (Colombia)       | geen deelname |
| 2017         | 10e Wereldspelen | Wroclaw (Polen)       | 5e plaats     |
| 2022         | 11e Wereldspelen | Birmingham (USA)      | 5e plaats     |
| 2025         | 12e Wereldspelen | Chengdu (China)       | 8e plaats     |

## Resultaten op de Aziatisch-Oceanisch kampioenschappen
| Aziatisch-Oceanisch kampioenschap korfbal |               |               |               |
| Jaar                                      | Kampioenschap | Gastland      | Klassering    |
| 1990                                      | 1e AOKK       | Indonesië     | geen deelname |
| 1992                                      | 2e AOKK       | India         | geen deelname |
| 1994                                      | 3e AOKK       | Australië     | geen deelname |
| 1998                                      | 4e AOKK       | Zuid-Afrika   | geen deelname |
| 2002                                      | 5e AOKK       | India         | geen deelname |
| 2004                                      | 6e AOKK       | Nieuw-Zeeland | geen deelname |
| 2006                                      | 7e AOKK       | Hongkong      | 5e plaats     |
| 2010                                      | 8e AOKK       | China         | Zilver        |
| 2014                                      | 9e AOKK       | Hongkong      | Brons         |
| 2018                                      | 10e AOKK      | Japan         | Zilver        |
| 2021                                      | 11e AOKK      | Thailand      | Zilver        |

## Samenstelling
De samenstelling van het Chinese korfbalteam is als volgt: (laatste update: 01-08-2019)
Dames
- Jing Zhao
- Qing Wang
- Jingyi Yin
- Xin Li
- Yuran Fu
- Xiaoxi Chen
- Qi Wang
- Siying Wang

Heren
- Dongjie Zhang
- Jingyuan Sun
- Xi Wang
- Yongbin Yang
- Fei Xiao
- Litian Cao
- Shengsi Li
- Shuaitan Hu